# Poienești
Poienești – wieś w Rumunii, w okręgu Vaslui, w gminie Poienești. W 2011 roku liczyła 791 mieszkańców.